# Джонні Ноксвілл
Філіп Джон Клепп (англ. Philip John Clapp; 11 березня 1971, Ноксвілл, США), більш відомий як Джонні Ноксвілл (англ. Johnny Knoxville) — американський актор, сценарист, режисер, комік та каскадер. Засновник та головна зірка телесеріалу Диваки на MTV.

## Життєпис
Народився 11 березня 1971 у місті Ноксвілл, штат Теннесі. Батько був продавцем автомобілів, мати працювала викладачем у недільній школі. У 4 роки одночасно захворів на грип, пневмонію та бронхіт, і відтоді має астму. Навчаючись у школі, зажив собі слави «креативного хулігана».
Закінчивши школу, в 1989 році переїхав до Лос-Анджелеса, щоб почати акторську кар'єру. Він починає навчання в Академії драматичного мистецтва в Каліфорнії, паралельно знімаючись у рекламних роликах і епізодичних ролях.
Захоплюючись екстремальними видами спорту, разом зі своїм другом Спайком Джонзом у 2000 році подають керівництву MTV ідею запустити експериментальне шоу, в якому учасники проводять над собою дурні та небезпечні експерименти. Канал ідею схвалив. Так виник телесеріал «Диваки». Шоу складалось з невеликих епізодів, кожний тривалістю приблизно пів години. Більшість трюків у шоу вигадав сам. Серіал мав шалену популярність у глядачів, і у 2002 році кіностудія Paramount Pictures випускає комедійний фільм «Диваки».
Першою значною роллю у великому кіно для нього стала роль Люка Дюка у фільмі «Придурки з Хаззарду» (2005). Потім він знявся у фільмі Катріни Голден Бронсон «Долтрі Келхун» та у фільмі «Симулянт» Баррі Блауштейна.

## Фільмографія
- 1995 — Desert Blues — Боб
- 2000 — Бар «Бридкий койот» — хлопець з коледжу (в титрах не вказаний)
- 2002 — Романтичний злочин — Дік Расмуссон
- 2002 — Великі неприємності — Едді
- 2002 — Люди в чорному 2 — Скрад/Чарлі
- 2002 — Диваки — камео
- 2004 — Широко крокуючи — Рей Темплтон
- 2005 — Придурки з Хаззарду — Люк Дюк
- 2005 — Долтрі Келгун — Долтрі Келгун
- 2005 — Симулянт — Стів
- 2006 — Диваки 2 — камео
- 2010 — Диваки 3D — камео
- 2010 — Геніальний тато — Трой
- 2012 — Безвихідна ситуація — Томмі Боллс
- 2012 — Поклик природи — Кірк
- 2012 — Курдупель — Йорген
- 2013 — Фільм 43 — Піт
- 2013 — Дід-поганець — Ірвінг Зісман
- 2014 — Елвіс і Ніксон — Сонні Вест
- 2016 — Відчайдушні напарники — Коннор Воттс
- 2018 — Точка дії — Дешин Кріус
- 2019 — Полярний — Майкл Грін
- 2019 — Ми закликаємо темряву
- 2020 — Мейнстрім
- 2024 — Найщасливіша людина в Америці

### Озвучка
- 2012 — Слід Екстриму — Джонні Кріл
- 2014 — Підлітки-мутанти черепашки-ніндзя — Леонардо

## Особисте життя
15 травня 1995 року Ноксвілл одружився з Мелані Лінн Кейтс. 1996 року у них народилась донька Медісон. У 2007 році пара розлучилася.
З вересня 2008 року Ноксвілл почав зустрічатися з Наомі Нельсон. 21 грудня 2009 року Наомі народила від Джонні хлопчика, якого вони назвали Рокко Акіра Клепп. 24 вересня 2010 Ноксвілл офіційно уклав шлюб з Наомі Нельсон, а 6 жовтня 2011 року у них народилась донька — Арло Клепп.